# I Crônicas
I Crônicas é um dos livros históricos do antigo testamento da Bíblia, vem depois de II Reis e antes de II Crônicas . Possui 29 capítulos.
De autoria incerta, a tradição judaica afirma que o livro de I Crônicas teria sido escrito por Esdras, por volta de 430 a.C., o qual tinha o propósito de resgatar os padrões de culto e de adoração a Deus no período após o cativeiro babilônico, resgatando assim a história do seu povo.
A Edição Pastoral da Bíblia sustenta que os dois livros das Crônicas, juntamente com os livros de Esdras e Neemias, formam um conjunto coerente elaborado provavelmente nos inícios do século IV AC, trata-se de um grande conjunto narrativo, que vai desde Adão até a organização da comunidade judaica depois do Exílio na Babilônia (por volta de 400 AC).
A Bíblia de Jerusalém sustenta que o autor das Crônicas é um levita de Jerusalém, que escreveu numa época sensivelmente posterior a Esdras e Neemias, pois parece combinar as fontes que se referem a eles, portanto, pouco antes do ano 300 AC, parece ser a data mais verossímil. A obra teria recebido algumas adições posteriores, especialmente em: I Cr 2-9, I Cr 12, I Cr 15 e uma longa adição em I Cr 23, 3-I Cr 27, 34.
A Tradução Ecumênica da Bíblia sustenta que originalmente Crônicas I e II eram um único livro, sendo artificial sua divisão em dois livros, e que haveria um único autor para Crônicas, Esdras e Neemias, e que sua redação não teria ocorrido antes de 350 AC nem depois de 250 AC, mas haveria adições posteriores a 200 AC. Esta edição também considera viável a hipótese do autor das Crônicas ser um levita.
Os primeiros nove capítulos (I Crônicas 1: - I Crônicas 9:) contém uma longa lista de genealogias dos israelitas, desde Adão até os descendentes de Saul, os capítulos seguintes (I Crônicas 10: - I Crônicas 29:) narram a história do reinado de David, num relato que omite aspectos negativos como o pecado com Betsabeia e a revolta de Absalão.
Com a morte de Saul, em torno de 1010 a.C., Davi torna-se rei sobre todo o Israel e conquista a cidade de Jerusalém (1000 a.C.) que até então era uma fortaleza ocupada pelos jebuseus e se torna a capital de seu governo. Resolve então trazer a Arca da Aliança para Jerusalém e decide construir um templo para Deus na cidade, mas recebe uma mensagem do profeta Natã dizendo que o santuário seria edificado após sua morte por seu filho.
No entanto, Davi começa a fazer os preparativos para a edificação do templo de Jerusalém, reunindo o material que seria necessário para a futura obra. Faz de seu filho Salomão rei e lhe dá todas as orientações para que o templo viesse a ser construído por seu sucessor dentro de certos padrões.
O livro termina, em seus últimos versos, informando sobre o falecimento de Davi (970 a.C.) que teria reinado sobre Israel por quarenta anos e morreu, numa "boa velhice, cheio de dias, riquezas e glória", sucedido no trono por seu filho Salomão. A história continua no livro II Crônicas.

## Relato Paralelo
Pode-se afirmar que ambos os Livros de Crônicas seria uma obra paralela a Reis e Samuel, sendo que a Septuaginta e a Vulgata chamam estes livros de Paralipômenos, pois relatam coisas que foram deixadas de lado no relato contido em Reis e Samuel, ou seja são uma espécie de complemento, porém, cabe destacar que foram escritos a partir de um enfoque sacerdotal, ou seja, com um enfoque maior na história religiosa dos israelitas.
Quando estes livros foram escritos já existia a Obra Histórica Deuteronomista (Josué, Juízes, I Samuel, II Samuel, I Reis, II Reis), mas havia motivos que justificavam a construção de uma nova versão daquela história.
O foco dessa nova versão está no Templo, nos sacerdotes e nos levitas que nele exerciam suas funções; os sacerdotes com o culto e os levitas com a transmissão das legítimas tradições do povo. Nessa versão os reis são julgados a partir de suas relações com o Templo e o culto de Javé. Além disso, toda a história do reino do Norte é omitida, pois no tempo do autor os samaritanos eram inimigos acirrados da organização da comunidade judaica centrada em Jerusalém.
Se reserva uma especial atenção aos levitas, nas listas genealógicas e na narrativa propriamente dita, os levitas têm presença marcante também com sua palavra e ideologia, o que indica que o autor seria um levita, que busca recuperar as tradições das tribos do Norte, que conservado bem os ideais democráticos e igualitários.
Os levitas eram muito ligados aos círculos proféticos do Norte, e, portanto, pode-se encontrar muitas menções de profetas e o título de profeta é dado até mesmo ao levita (cf. I Crônicas 25:1–5). Trata-se de uma diferença com a história narrada nos livros dos Reis, onde o levita Abiatar e com ele certamente o levitismo foi expulso de Jerusalém por Salomão (cf. I Reis 2:26–27, passagem que o autor das Crônicas omite).
Os livros das Crônicas, portanto, oferecem uma versão da história que defende a função do levita na liderança da comunidade judaica. Graças a ele, os ideais do Êxodo e de uma sociedade igualitária permanecem vivos, à espera de uma ocasião histórica propícia que torne possível a sua concretização.